# 农场街教堂
农场街圣母无原罪堂（Church of the Immaculate Conception, Farm Street），又名 农场街教堂（Farm Street Church），是一个罗马天主教教堂，由耶稣会管理，位于英国伦敦中心的梅费尔。其主要入口是在农场街，但也可以从邻近的山街花园进入。西蒙·詹金斯爵士在《英格兰千佳教堂》一书中描述该堂“最丰富的哥特复兴。”

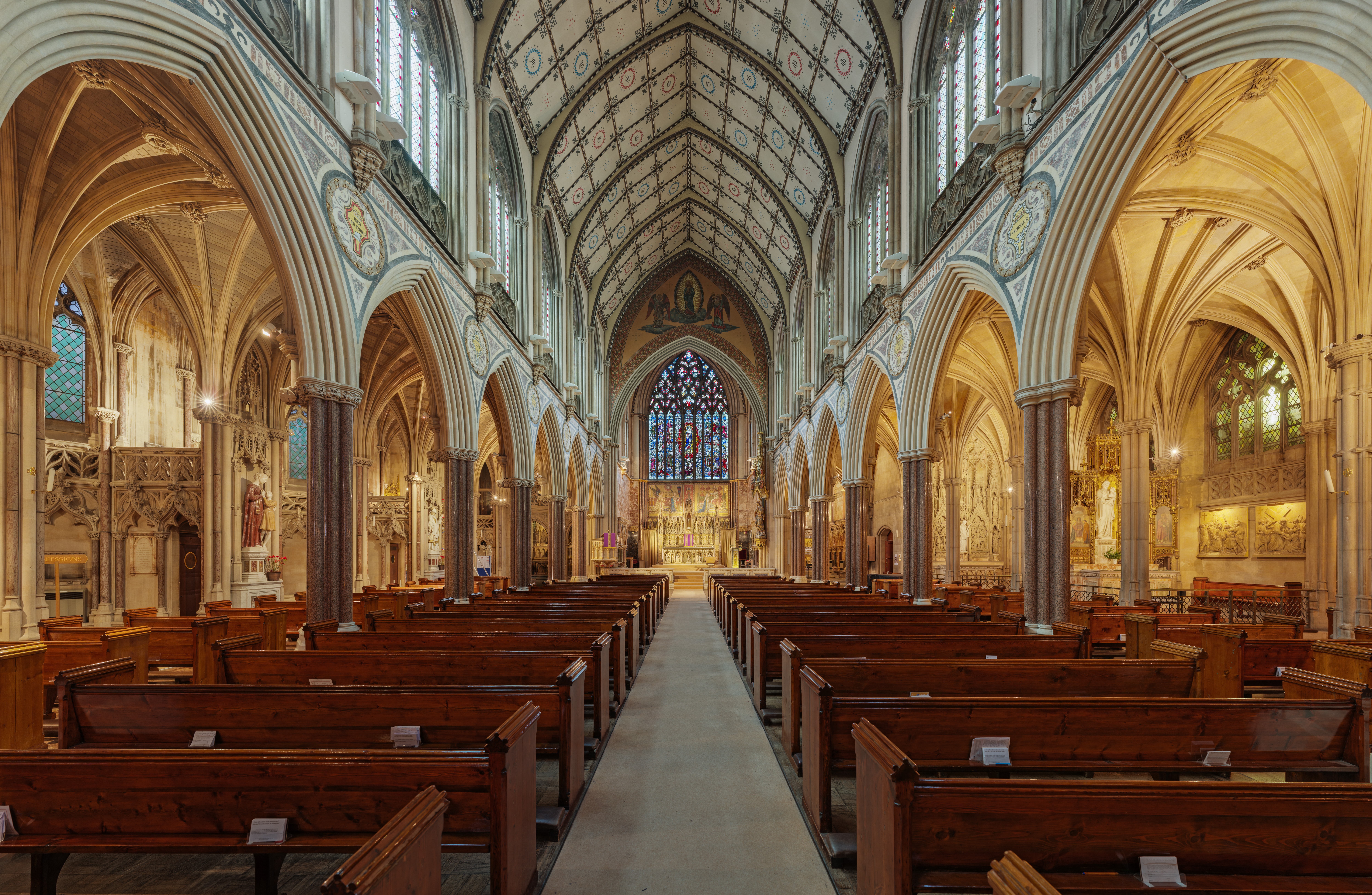

在19世纪40年代，耶稣会在伦敦寻找到一个安静的后街马厩地点建立教堂。 。1843年，教宗额我略十六世收到来自英国天主教徒的请愿书，请求在伦敦建立耶稣会教堂，获得批准。
英国耶稣会负责人兰德尔·莱斯格神父本来打算建造一座容纳900人的教堂，但是这太贵了，于是将容量削减为475人。建堂开支为5,800英镑，来自多个私人捐助。1844年，由兰德尔·莱斯格神父奠基。由于空间限制，该堂为南北向。建筑师是约瑟夫·约翰·舒尔兹，他还设计了利物浦的圣方济各沙勿略堂（Church of Saint Francis Xavier）和普雷斯顿的圣依纳爵堂（St Ignatius Church），他的儿子依纳爵·舒尔兹神父也是建筑师，设计了普雷斯顿的圣威尔弗里德堂（St Wilfrid's Church）。五年后，在耶稣会创始人圣依纳爵瞻礼，1849年7月31日，教堂正式启用。
风格是装饰哥特式，农场街立面模仿博韦主教座堂。祭坛由奥古斯塔斯·普金设计。
该堂在第二次世界大战期间受损，于1951年由艾德里安·吉尔伯特·斯科特改建。

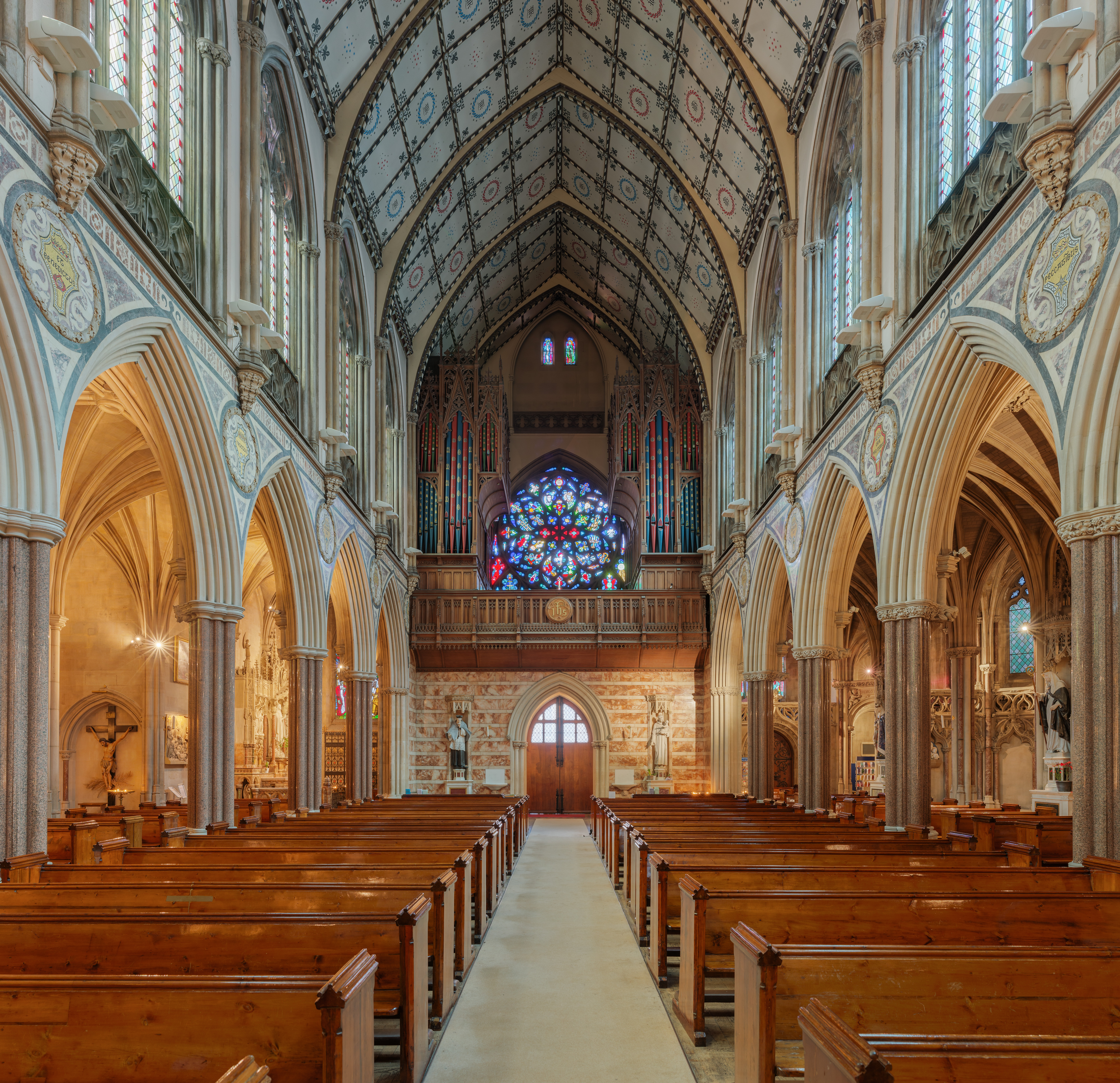
入口和教堂风琴

自1966年以来，该堂成为梅费尔中心的一个堂区，仍由耶稣会管理。。
教堂旁的建筑为耶稣会英国省办公室所在地。耶稣会士在堂区工作，或在海斯罗珀学院学习或任教。此外还设有山街耶稣会中心。

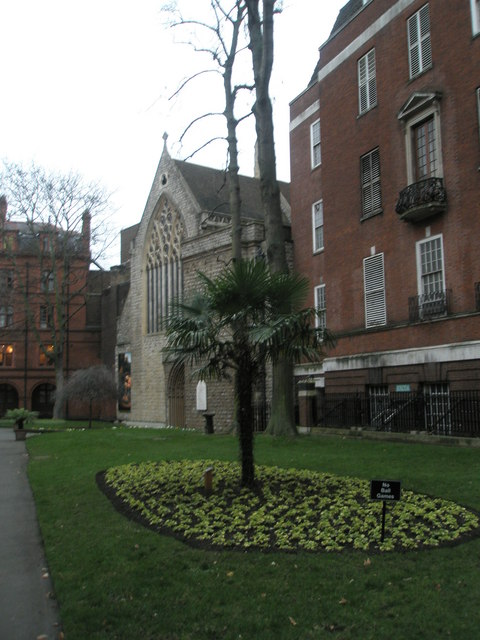

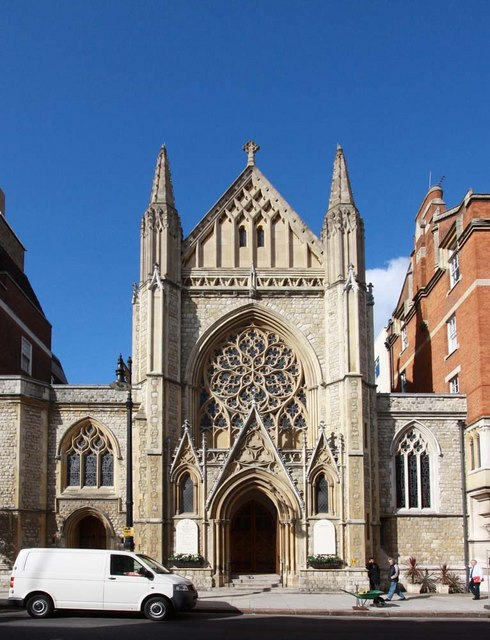
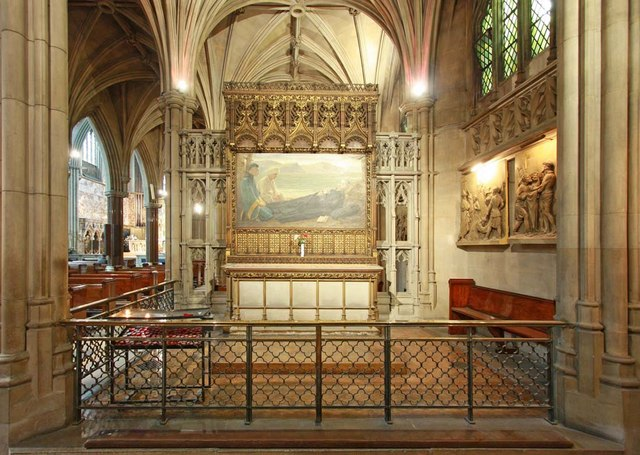
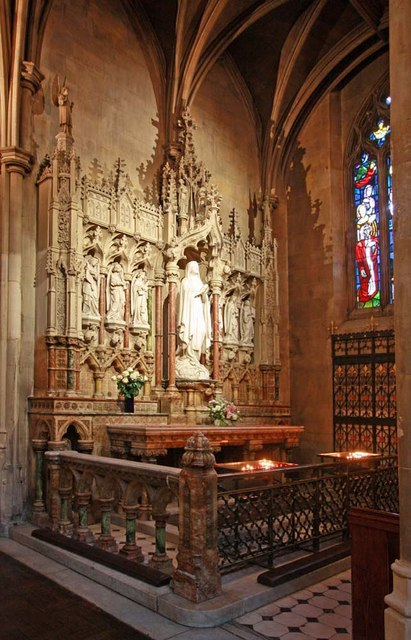
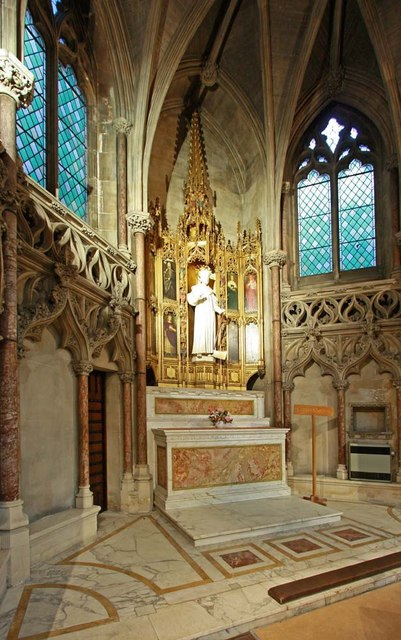
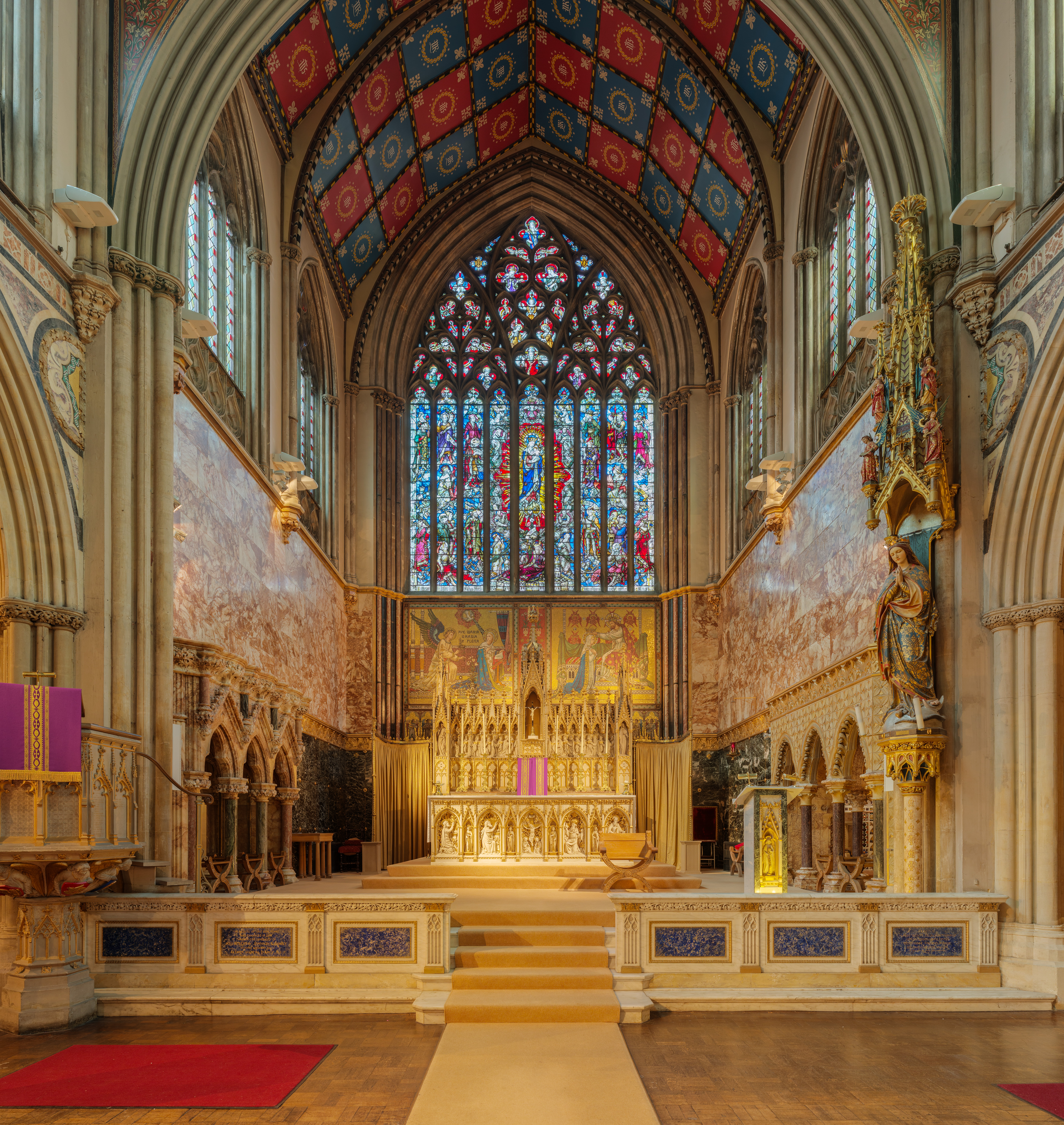
High Altar at the north end

## 外部連結
- Farm Street Church
- Mount Street Jesuit Centre
- Pray as You Go （页面存档备份，存于）
- Thinking Faith （页面存档备份，存于）